# El lado oscuro del corazón
El lado oscuro del corazón és una pel·lícula argentino-canadenca dramàtico-surrealista escrita i dirigida per Eliseo Subiela i protagonitzada per Darío Grandinetti, Sandra Ballesteros, Nacha Guevara, André Mélançon i Jean Pierre Reguerraz. Es va estrenar el 21 de maig de 1992. La trama està basada principalment en la poètica de Oliverio Girondo, i en menor mesura en poemes de Mario Benedetti i Juan Gelman. Ha estat doblada al català.

## Argument
Oliverio (Grandinetti), un poeta bohemi, recorre Buenos Aires amb els seus amics, assetjat per la mort, buscant una dona capaç de "volar". En el transcurs de la pel·lícula, la poesia de Mario Benedetti, Juan Gelman i Oliverio Girondo es barreja amb els llocs més espessos de la quotidianitat artística argentina i uruguaiana. Des del rostit, fins als desmanegats bars de Buenos Aires i Montevideo. Entrellaçada a vegades amb la ficció, només per poder mostrar de la millor manera possible el pensament del personatge central.
La història es desenvolupa en les anades i vingudes de Oliverio, a través del seu món, en el qual, canviar aliment per poesia, o demanar en vers monedes per les cantonades del carrer, veure a Mario Benedetti recitant els seus poemes en alemany, veure escultures genèsiques, parlar amb vaques, i conversar amb la mort, semblen part d'un dia qualsevol en la vida d'un poeta.

## Repartiment
- Darío Grandinetti as Oliverio
- Sandra Ballesteros as Ana
- Nacha Guevara as La Muerte
- André Mélançon as Erik
- Jean Pierre Reguerraz as Gustavo
- Mónica Galán as La ex esposa
- Inés Vernengo as La ciega

## Premis
- Festival Internacional de Cinema de Mont-real 1992.
- Premi Fipresci, Festival de l'Havana 1992.

Millor Actor
- Premi Fipresci, Festival de l'Havana 1992.
- Festival de Biarritz, França 1992.

Millor Actriu
- Festival de Biarritz, França 1992.

Millor Director
- Festival de Bergamo, Itàlia 1993.

## Crítica
- "Un film excepcional en totes les dimensions imaginables, estimulant i sorprenent; de gran perfecció, inspiració i llibertat."[3]
- "Preciosa, reflexiva (...) Obscuramente entretinguda i decididament sexy"[4]
- "Imatges bellíssimes, inventiva fecunda, amb centelleigs poètics i fantasia. Subiela, eixelebradament imaginatiu, fortifica el plaer."[5]